# Prasinocyma debilis
Prasinocyma debilis är en fjärilsart som beskrevs av Louis Beethoven Prout 1913. Prasinocyma debilis ingår i släktet Prasinocyma och familjen mätare. Inga underarter finns listade i Catalogue of Life.